# Neithotep
Neithotep fue la posible esposa del faraón Aha y regente del heredero Dyer, de la Dinastía I de Egipto, o, según todos los indicios, reina gobernante durante la minoría de su hijo, en un caso similar a su sucesora Merytneit, lo que la convierte en la primera mujer-faraón de la historia de Egipto y en las primeras reinas gobernantes registradas en la historia. 
Otros historiadores conjeturaron que Neithotep se casó con Narmer, e incluso que podría ser la madre del faraón Aha.
Su nombre, Neithotep, significa "la diosa Neit está satisfecha"; Neit era una diosa guerrera y de la caza en las marismas del Delta del Nilo, lo que indicaría que era originaria del Bajo Egipto y que su casamiento con Aha, gobernante del Alto Egipto, tendría como finalidad consolidar la unificación de las dos regiones, el Alto y Bajo Egipto. Durante la Primera Dinastía de Egipto, muchos nombres de reinas (Neithotep, Merytneit) y princesas (Aha-Neit, Her-Neit, Nakt-Neit, Qa-Neit) incluían el nombre de la diosa.
Su nombre aparece en impresiones de sellos de arcilla, etiquetas de marfil e inscripciones en cuencos de piedra, la mayoría hallados en su complejo funerario y en las tumbas de Aha y Djer. En varios de los sellos, su nombre aparece de una manera inusual, dentro de un doble serek fusionado sobre el que se alza el estandarte de la diosa Neit. En 2012 se hallaron tallados en la roca en canteras del Sinaí los nombres de Narmer, Iry-Hor, Djer y Nebra. La inscripción de Djer muestra un convoy de barcos reales a la derecha del serek con el nombre del rey. El halcón de Horus sobre el serek sostiene una maza de guerra y golpea a un enemigo arrodillado. El nombre de Neithotep aparece a la izquierda del serek.
En un caso similar a Merytneit, su gran mastaba rodeada de tumbas de sirvientes y con templo funerario y su nombre dentro del serek hicieron creer que se trataba de un soberano masculino, hasta que se comprendió que se estaba ante una mujer de altísimo rango. Las inscripciones en el Sinaí lo reafirman, al constatar que Neithotep organizó y envió una expedición a las minas de piedra, ya que tal evento habitualmente requería poderes reales que una simple reina consorte no tenía, a menos que fuera una soberana gobernante y totalmente autorizada.
Su mastaba (53,4 x 26,7 m) está en Nagada, en donde fue encontrado el sello de Aha, con los símbolos de faraón de Egipto.

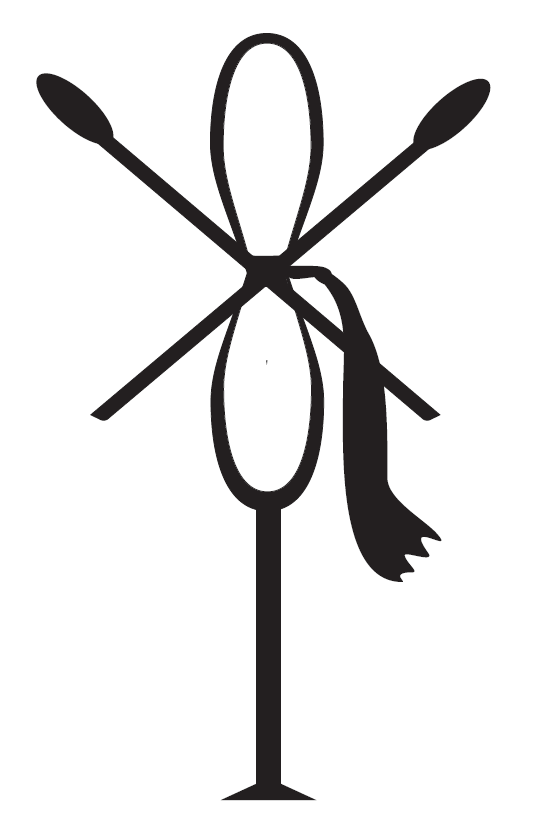
Neit escrito en jeroglífico.